# Daniel Crowley (cầu thủ bóng đá)
Daniel "Dan" Crowley (sinh ngày 3 tháng 8 năm 1997) là một cầu thủ bóng đá người Anh hiện đang thi đấu ở vị trí Tiền vệ cho câu lạc bộ Arsenal. Crowley đại diện thi đấu cho cả hai đội tuyển trẻ Anh và Cộng hòa Ireland

## Cuộc đời
Dan Crowley sinh ra tại Coventry và theo học tại trường Newman Catholic School. Anh bắt đầu sự nghiệp bóng đá của mình tại học viện trẻ câu lạc bộ Aston Villa và hiện tại là Arsenal.

## Sự nghiệp quốc tế
Crowley đủ điều kiện để chơi cho cả Đội tuyển bóng đá quốc gia Anh và Đội tuyển bóng đá quốc gia Ireland. Bởi ông bà ngoại của Crowley đều là người gốc Ireland

## Danh hiệu
U19 Aston Villa
- NextGen Series: 2012–13

## Liên kết
- Daniel Crowley tại Soccerbase
- Arsenal official profile